# Saison 2018 de l'équipe cycliste Katusha-Alpecin
La saison 2018 de l'équipe cycliste Katusha-Alpecin est la dixième de cette équipe.

## Préparation de la saison 2018

### Sponsors et financement de l'équipe
Le maillot, fourni par Katusha Sports, n'est plus intégralement rouge. La moitié haute et les manches sont désormais bleu ciel,.

### Arrivées et départs
L'effectif de Katusha-Alpecin enregistre sept départs et sept arrivées. L'équipe poursuit son internationalisation, les recrues étant de sept nationalités différentes, tandis que les derniers Espagnols et Norvégiens la quittent.
Le principal départ est celui d'Alexander Kristoff, sprinteur de l'équipe pendant six ans. Il rejoint UAE Emirates et emmène avec lui son compatriote Sven Erik Bystrøm. Les Espagnols Alberto Losada et Ángel Vicioso mettent fin à leur carrière. Le Danois Michael Mørkøv, équipier de Kristoff dans les sprints, part chez Quick-Step Floors. Enfin, le Russe Matvey Mamykin et l'Estonien Rein Taaramäe trouvent à s'employer à l'échelon inférieur, respectivement dans les équipes continentales professionnelles Burgos BH et Direct Énergie.
En remplacement de Kristoff, Katusha-Alpecin recrute l'Allemand Marcel Kittel pour conclure ses sprints. L'équipe se renforce dans d'autres domaines, avec le spécialiste du contre-la-montre Alex Dowsett, le grimpeur Ian Boswell et le puncheur Nathan Haas. Enfin, trois jeunes coureurs font leurs débuts professionnels en 2018 chez Katusha-Alpecin : Steff Cras, Willie Smit et Matteo Fabbro.
| Arrivées      | Équipe 2017       |
| ------------- | ----------------- |
| Ian Boswell   | Sky               |
| Steff Cras    | BMC Development   |
| Alex Dowsett  | Movistar          |
| Matteo Fabbro | Friuli            |
| Nathan Haas   | Dimension Data    |
| Marcel Kittel | Quick-Step Floors |
| Willie Smit   | CC Rías Baixas    |

| Départs            | Équipe 2018       |
| ------------------ | ----------------- |
| Sven Erik Bystrøm  | UAE Emirates      |
| Alexander Kristoff | UAE Emirates      |
| Alberto Losada     | retraite          |
| Matvey Mamykin     | Burgos BH         |
| Michael Mørkøv     | Quick-Step Floors |
| Rein Taaramäe      | Direct Énergie    |
| Ángel Vicioso      | Retraite          |

### Objectifs
Les leaders de Katusha-Alpecin cette saison sont le grimpeur Ilnur Zakarin, le sprinteur Marcel Kittel et le rouleur Tony Martin. Cinquième du Tour d'Italie et troisième du Tour d'Espagne en 2017, Zakarin fait du Tour de France son principal objectif de l'année 2018, estimant qu'il peut terminer parmi les cinq premiers ou sur le podium. Il prévoit de participer à la Vuelta, en préparation du championnat du monde qui a lieu à Innsbruck, en Autriche. Comme lui, Marcel Kittel vise notamment le Tour de France,,.

## Déroulement de la saison

### Janvier-février: début de saison
Katusha-Alpecin commence sa saison avec les championnats d'Australie sur route, que dispute Nathan Haas. Il y prend la cinquième place de la course en ligne et du contre-la-montre. Haas est ensuite leader de l'équipe au Tour Down Under, première course du calendrier World Tour, dont il a pris la quatrième place en 2017. Sixième du classement général après trois étapes, il souffre de la canicule les jours suivants, et finit 55e. Le coureur de Katusha-Alpecin le mieux classé est Maurits Lammertink, 37e. Celui-ci prend la huitième place de la Cadel Evans Great Ocean Road Race la semaine suivante. Pavel Kochetkov, participant à une échappée, remporte le classement des sprints de cette course.
Le Dubaï Tour voit Marcel Kittel, double tenant du titre, faire ses débuts sous les couleurs de Katusha-Alpecin. Il y est mis en échec lors des sprints, ne parvenant pas à faire mieux qu'une troisième place, lors de la troisième étape,. À l'arrivée de la dernière étape, une chute désorganise le sprint et Kittel perd le contact avec son « train ». Trois coureurs de l'équipe finissent parmi les six premiers : Marco Haller (2e), Rick Zabel (5e) et Kittel (6e). Rick Zabel termine dixième du classement général.
Au Tour d'Oman, Nathan Haas apporte à Katusha-Alpecin sa première victoire de la saison, à l'occasion de la deuxième étape. Il s'impose au sprint dans un groupe de seize coureurs et revêt le maillot rouge de leader du classement général, qu'il perd le lendemain. Toujours placé les jours suivants, il termine cinquième du classement général et remporte le classement par points.
Au Tour d'Abou Dabi, Kittel ne parvient pas encore à gagner. Il croit s'imposer lors de la deuxième étape, mais est devancé de peu par Phil Bauhaus, de l'équipe Sunweb,. Downsett prend la dixième place de l'étape contre-la-montre et Zakarin la 25e place du classement général.
Au Tour de la Communauté valencienne, Katusha prend la sixième place de l'étape contre-la-montre par équipes, Baptiste Planckaert la cinquième place de la dernière étape. Matteo Fabbro est 22e du classement général. Au Tour de Murcie, Willie Smit, huitième, est le coureur le mieux placé. Le lendemain, Mads Würtz Schmidt prend la septième place de la Clásica de Almería. Au tour de l'Algarve, Tony Martin est leader de Katusha-Alpecin. Il prend la sixième place de l'étape contre-la-montre. Simon Špilak est douzième du classement général.
Lors du week-end d'ouverture de la saison cycliste belge, Mads Würtz Schmidt est douzième du Circuit Het Nieuwsblad et Nils Politt treizième de Kuurne-Bruxelles-Kuurne.

## Coureurs et encadrement technique

### Effectif
L'effectif de Katusha-Alpecin pour la saison 2018 comprend 26 coureurs.
| Cycliste               | Date de naissance | Nationalité    | Équipe 2017       |  |
| ---------------------- | ----------------- | -------------- | ----------------- |  |
| Maxim Belkov           | 9 janvier 1985    | Russie         | Katusha-Alpecin   |  |
| Jenthe Biermans        | 30 octobre 1995   | Belgique       | Katusha-Alpecin   |  |
| Ian Boswell            | 7 février 1991    | États-Unis     | Sky               |  |
| Steff Cras             | 13 février 1996   | Belgique       | BMC Development   |  |
| Alex Dowsett           | 3 octobre 1988    | Royaume-Uni    | Movistar          |  |
| Matteo Fabbro          | 10 avril 1995     | Italie         | Friuli            |  |
| José Gonçalves         | 13 février 1989   | Portugal       | Katusha-Alpecin   |  |
| Nathan Haas            | 12 mars 1989      | Australie      | Dimension Data    |  |
| Marco Haller           | 1er avril 1991    | Autriche       | Katusha-Alpecin   |  |
| Reto Hollenstein       | 22 août 1985      | Suisse         | Katusha-Alpecin   |  |
| Robert Kišerlovski     | 9 août 1986       | Croatie        | Katusha-Alpecin   |  |
| Marcel Kittel          | 11 mai 1988       | Allemagne      | Quick-Step Floors |  |
| Pavel Kochetkov        | 7 mars 1986       | Russie         | Katusha-Alpecin   |  |
| Viatcheslav Kouznetsov | 24 juin 1989      | Russie         | Katusha-Alpecin   |  |
| Maurits Lammertink     | 31 août 1990      | Pays-Bas       | Katusha-Alpecin   |  |
| Tiago Machado          | 18 octobre 1985   | Portugal       | Katusha-Alpecin   |  |
| Tony Martin            | 23 avril 1985     | Allemagne      | Katusha-Alpecin   |  |
| Marco Mathis           | 7 avril 1994      | Allemagne      | Katusha-Alpecin   |  |
| Baptiste Planckaert    | 28 septembre 1988 | Belgique       | Katusha-Alpecin   |  |
| Nils Politt            | 6 mars 1994       | Allemagne      | Katusha-Alpecin   |  |
| Jhonatan Restrepo      | 28 novembre 1994  | Colombie       | Katusha-Alpecin   |  |
| Willie Smit            | 29 décembre 1992  | Afrique du Sud | CC Rías Baixas    |  |
| Simon Špilak           | 23 juin 1986      | Slovénie       | Katusha-Alpecin   |  |
| Mads Würtz Schmidt     | 31 mars 1994      | Danemark       | Katusha-Alpecin   |  |
| Rick Zabel             | 8 décembre 1993   | Allemagne      | Katusha-Alpecin   |  |
| Ilnur Zakarin          | 15 septembre 1989 | Russie         | Katusha-Alpecin   |  |

- Stagiaires

À partir du 1er août 2018
| Coureur         | Date de naissance | Nationalité | Équipe     |
| --------------- | ----------------- | ----------- | ---------- |
| Kenny Nijssen   | 06-09-1990        | Pays-Bas    | -          |
| Dmitri Strakhov | 17-05-1995        | Russie      | Lokosphinx |

## Bilan de la saison

### Victoires
| Date       | Course                                      | Pays      | Classe | Vainqueur     |
| ---------- | ------------------------------------------- | --------- | ------ | ------------- |
| 14 février | 2e étape du Tour d'Oman                     | Oman      | 2.HC   | Nathan Haas   |
| 8 mars     | 2e étape de Tirreno-Adriatico               | Italie    | 2.WT   | Marcel Kittel |
| 12 mars    | 6e étape de Tirreno-Adriatico               | Italie    | 2.WT   | Marcel Kittel |
| 29 juin    | Championnat d'Allemagne du contre-la-montre | Allemagne | CN     | Tony Martin   |
| 26 août    | 4e étape du Tour d'Allemagne                | Allemagne | 2.1    | Nils Politt   |

### Résultats sur les courses majeures
Les tableaux suivants représentent les résultats de l'équipe dans les principales courses du calendrier international (les cinq classiques majeures et les trois grands tours). Pour chaque épreuve est indiqué le meilleur coureur de l'équipe, son classement ainsi que les accessits glanés par Katusha-Alpecin sur les courses de trois semaines.

#### Classiques
| Classique            | Milan-San Remo    | Tour des Flandres | Paris-Roubaix    | Liège-Bastogne-Liège     | Tour de Lombardie     |
| -------------------- | ----------------- | ----------------- | ---------------- | ------------------------ | --------------------- |
| Coureur (classement) | Nathan Haas (18e) | Nils Politt (17e) | Nils Politt (7e) | Maurits Lammertink (21e) | Pavel Kochetkov (40e) |

#### Grands tours
| Grand tour           | Tour d'Italie        | Tour de France     | Tour d'Espagne      |
| -------------------- | -------------------- | ------------------ | ------------------- |
| Coureur (classement) | José Gonçalves (14e) | Ilnur Zakarin (9e) | Ilnur Zakarin (20e) |
| Accessits            | -                    | -                  | -                   |